# Papiro 107
O Papiro 107 ({\displaystyle {\mathfrak {P}}}107) é um antigo papiro do Novo Testamento que contém fragmentos do capítulo dezessete do Evangelho de João (17:1-2; 17:11).